# Thrasamund
Thrasamund (asi 450 – 523) byl v letech 496–523 králem Vandalů a Alanů v severní Africe.
V roce 496 na trůn nastoupil Gunthamundův mladší bratr Thrasamund. Vládl 27 let a, kromě Geisericha, déle než jeho předchůdci. Podle soudobých popisů byl člověkem tělesně a intelektuálně zdatným. Jeho postoj ke katolíkům byl nepřátelský, ale on se spokojil s nekrvavými perzekucemi. Během jeho vlády docházelo ke vzchopení se katolíků, přičemž význam Vandalů převážně ariánského vyznání klesal. V zemi docházelo na jihu království k častým povstáním domorodých Berberů a říše pomalu upadala. Po jeho smrti se roku 523 dostal na trůn Hunerichův syn Hilderich.
| Králové Vandalů        | Králové Vandalů    | Králové Vandalů     |
| ---------------------- | ------------------ | ------------------- |
| Předchůdce: Gunthamund | 496–523 Thrasamund | Nástupce: Hilderich |